# Luis Zuleta
Luis Zuleta (Santa Marta, Magdalena, Colombia; 7 de agosto de 1974) es un exfutbolista colombiano. Jugaba como delantero y su último equipo fue el Fortaleza F. C.

## Trayectoria
Disputó la mayor parte de su carrera en el fútbol de Colombia, con un breve paso por las ligas de El Salvador y Venezuela. Se le recuerda especialmente por lo hecho en el equipo en el que debutó,  Unión Magdalena, donde jugó seis años en cuatro períodos diferentes. Con el ciclón bananero marcó un total de 91 goles, siendo así el segundo máximo goleador histórico del equipo de Santa Marta, por debajo de Alfredo Arango. Con Unión Magdalena también consiguió hacerse con el trofeo de máximo goleador del Torneo Apertura de 2002 en el que marcó 13 goles.

## Selección nacional
Fue internacional con la Selección de fútbol de Colombia con la que participó en la Copa América de 1997 en la que disputó dos partidos (contra Bolivia y contra Costa Rica).

### Participaciones enCopas América
| Torneo            | Sede    | Resultado        | PJ | GA | Asis |
| ----------------- | ------- | ---------------- | -- | -- | ---- |
| Copa América 1997 | Bolivia | Cuartos de final | 2  | 0  | 0    |

## Clubes
| Club                  | País        | Año       |
| --------------------- | ----------- | --------- |
| Unión Magdalena       | Colombia    | 1996-1998 |
| DIM                   | Colombia    | 1998      |
| Unión Magdalena       | Colombia    | 1999-2000 |
| Junior                | Colombia    | 2001      |
| Unión Magdalena       | Colombia    | 2002      |
| Santa Fe              | Colombia    | 2003      |
| Unión Magdalena       | Colombia    | 2003-2004 |
| Deportivo Pasto       | Colombia    | 2004      |
| Atlético Huila        | Colombia    | 2005-2007 |
| CD Águila             | El Salvador | 2008      |
| Carabobo FC           | Venezuela   | 2008-2009 |
| Atlético de la Sabana | Colombia    | 2010      |
| Fortaleza F.C.        | Colombia    | 2011      |

## Palmarés

### Distinciones individuales
| Distinción                              | Año  |
| --------------------------------------- | ---- |
| Goleador del Torneo Apertura (13 goles) | 2002 |